# Alnö IBK
Alnö IBK är en före detta innebandyklubb på Alnön, Sverige som bildades 1986. Den kända fotbollsspelaren Andreas Yngvesson spelade för Alnö IBK då laget spelade i division 1.